# Championnat d'Afrique féminin de volley-ball 1997
Navigation
Édition précédente Édition suivante
Le 8e championnat d'Afrique féminin de volley-ball s'est déroulé en 1997. Il a mis aux prises les cinq meilleures équipes continentales.

## Classement final
| Place              | Équipe         |
| ------------------ | -------------- |
| Médaille d'or      | Kenya          |
| Médaille d'argent  | Nigeria        |
| Médaille de bronze | Angola         |
| 4                  | Afrique du Sud |
| 5                  | Mozambique     |